# WWF in Your House (jeu vidéo)
Cet article concerne le jeu vidéo. Pour le pay-per-view, voir WWF in Your House.
WWF In Your House est un jeu vidéo de catch professionnel commercialisé sur consoles PlayStation, DOS et Sega Saturn en 1996, basé sur l'univers de la société américaine World Wrestling Federation. Développée par Sculptured Software et publiée par Acclaim Entertainment, il s'agit de la suite du jeu WWF WrestleMania: The Arcade Game.

## Système de jeu
Comme pour WWF WrestleMania: The Arcade Game, In Your House n'est pas un jeu de combat à proprement parler, bien qu'il soit particulièrement influencé par la série des jeux vidéo Mortal Kombat. Il met en scène des sprites numérisés à l'effigie des catcheurs, ainsi que de nombreux mouvements surréalistes. Dans ce jeu, les prises de finition sont effectuées avant le tombé. Le jeu ne dispose d'aucune des arènes typiques de la WWF. En revanche, il met à disposition des arènes personnalisées à l'effigie des catcheurs, comme le Shawn Michaels' Club, le Stu Hart's Dungeon et l'Undertaker's Crypt.
Sur dix personnages jouables du jeu, Bret Hart, Shawn Michaels, The Undertaker étaient dans le précédent opus WrestleMania. Le jeu met également à disposition de nouveaux personnages comme The Ultimate Warrior et Vader. The British Bulldog, Goldust, Owen Hart, Hunter Hearst Helmsley et Ahmed Johnson sont également dans le jeu, et plus tard exposés dans WWF War Zone. Les commentaires sont effectués par Vince McMahon et Mr. Perfect.

## Accueil
Le jeu est mal accueilli par les critiques et rédactions ; 5,6 sur 10 (DOS) et 4,6 sur 10 (PlayStation) ont été attribués par GameSpot. Sur GameFAQs, les réactions sont mitigées, mais le jeu est malgré tout considéré comme médiocre par rapport à WWF WrestleMania: The Arcade Game.